# Рајмерсхаген
Рајмерсхаген (њем. Reimershagen) општина је у њемачкој савезној држави Мекленбург-Западна Померанија. Једно је од 62 општинска средишта округа Гистров. Према процјени из 2010. у општини је живјело 477 становника. Посједује регионалну шифру (AGS) 13053075.

## Географски и демографски подаци
Рајмерсхаген се налази у савезној држави Мекленбург-Западна Померанија у округу Гистров. Општина се налази на надморској висини од 70 метара. Површина општине износи 32,2 km². У самом мјесту је, према процјени из 2010. године, живјело 477 становника. Просјечна густина становништва износи 15 становника/km².